# Rogers Dry Lake
Die abflusslose Salztonebene Rogers Dry Lake (auch Rogers Lake, Muroc Dry Lake) liegt in der Mojave-Wüste im kalifornischen Kern County, rund 160 Kilometer nordöstlich von Los Angeles. Der Name leitet sich von einer Übertragung des spanischen „Rodriguez“ ins Englische ab.
Der im Pleistozän gebildete See zählt zu den niedrigsten Orten im abgeschiedenen Antelope Valley und besitzt eine flache und durch Wettereinflüsse glattpolierte Oberfläche. Deswegen verwenden ihn US-amerikanische Regierungsbehörden als Versuchsgelände für die Luft- und Raumfahrt. Dieser Nutzung verdankt der See die Einstufung als National Historic Landmark.

## Geologie
Der See hatte sich im Pleistozän gebildet und formte mit den heutigen Rosamond Lake und Buckhorn Dry Lake eine ständig mit Wasser befüllte Einheit, die im Holozän trockenfiel.
Mit nur rund 694 Metern über dem Meeresspiegel zählt das etwa 114 Quadratkilometer große, extrem flache Gebiet zu den niedrigsten Orten im Antelope Valley. Die ausgetrocknete Oberfläche wird immer wieder poliert, wenn Winde das Wasser von winterlichen Regenfällen über den Ton und Silt streichen, sodass sie glatt wie Glas erscheint. Von den umgebenden Hügeln sowie den San Gabriel Mountains im Süden und Tehachapi Mountains im Westen sammelt sich hin und wieder Schnee oder Wasser in der unbewachsenen Salztonebene.

## Nutzung
Der meist ausgetrocknete Salzsee wurde erstmals 1933 vom US-Militär als Versuchsgelände genutzt, damals für Bombentests. Heute unterhält die Edwards Air Force Base, eine Luftwaffenbasis der United States Air Force, der das NASA-Forschungszentrum Dryden angegliedert ist, im Rogers Dry Lake mehrere unbefestigte Start- und Landebahnen, von denen eine (Nummer 17/35) über 12 Kilometer misst und damit als längste weltweit gilt. Wegen seiner abgelegenen Lage und weil die harte, absolut ebene Oberfläche der Salztonebene eine natürliche Verlängerung für die Landebahnen ist, stellt das Gebiet ein ideales Versuchsgelände für die Luft- und Raumfahrt dar. Dort wurden beispielsweise 1977 die ersten Landeversuche des noch in Entwicklung befindlichen Space Shuttles sowie 1984 ein Crashtest mit einer Boeing 720 durchgeführt. Das Gelände diente auch als Ausweichflughafen für Space-Shuttle-Landungen. Um Piloten die Orientierung zu erleichtern, wurde auf den Boden eine Windrose enormen Ausmaßes gezeichnet, mit einem Durchmesser von 1,22 Kilometer (und einer Schriftgröße von etwa 70 Metern) ist sie die größte überhaupt.
Wegen seiner Bedeutung für die Entwicklungen in der Luft- und Raumfahrt wurde der Rogers Dry Lake im Jahr 1985 als National Historic Landmark eingestuft.

## Galerie

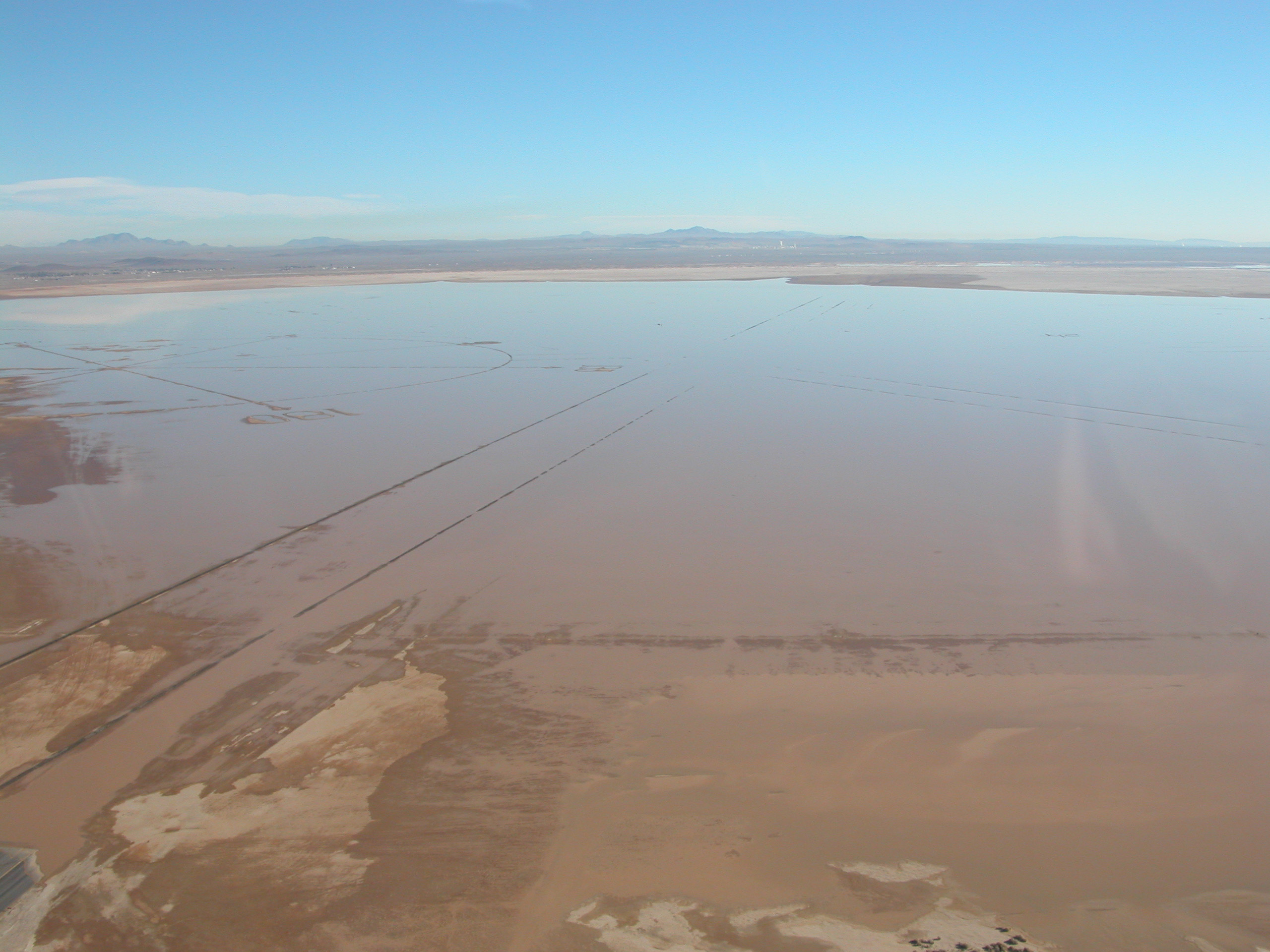
Während kurzer Regenperioden sammelt sich Wasser im Rogers Lake.
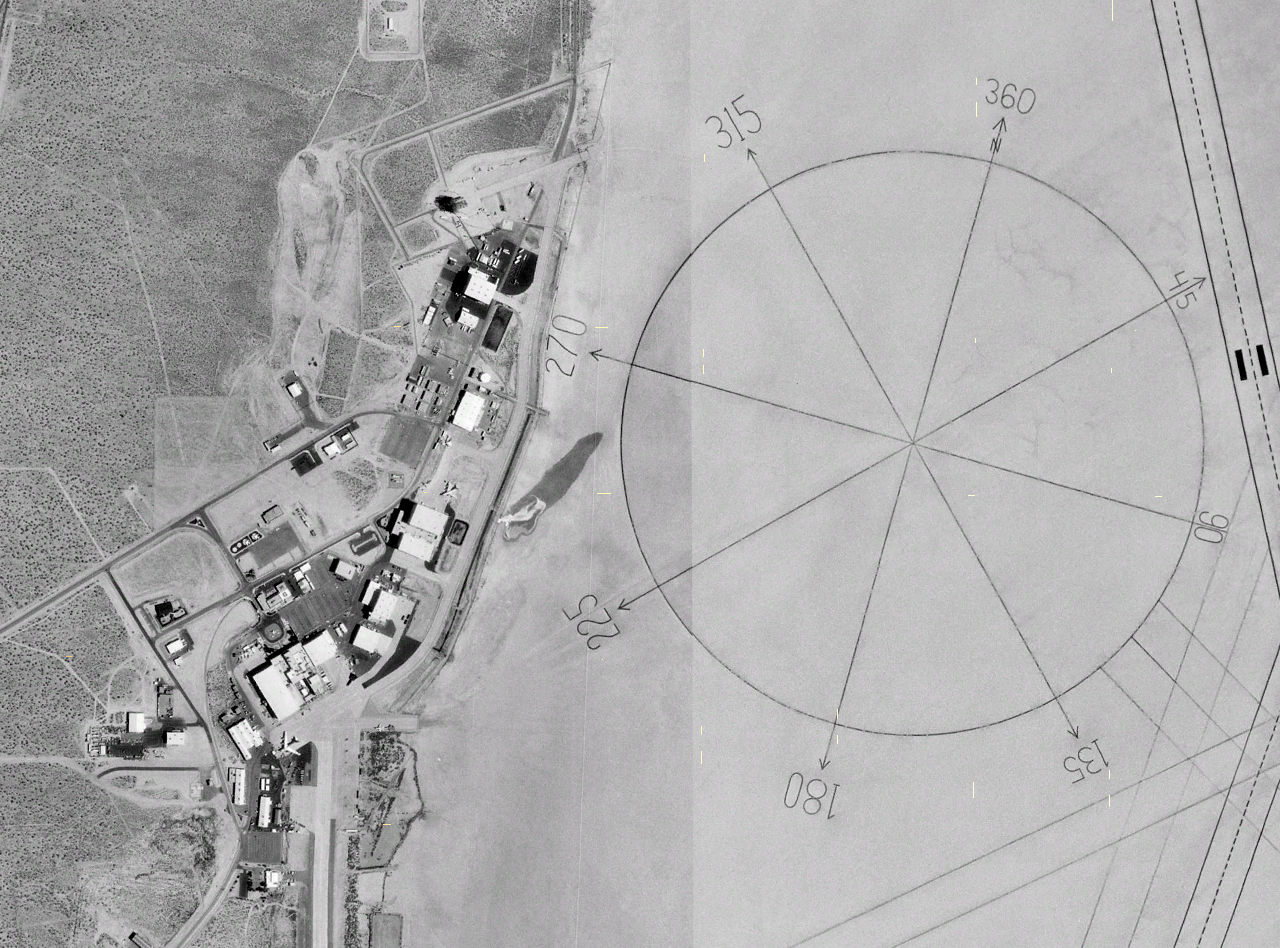
Satellitenfoto der weltweit größten Windrose auf dem Boden des Rogers Dry Lake
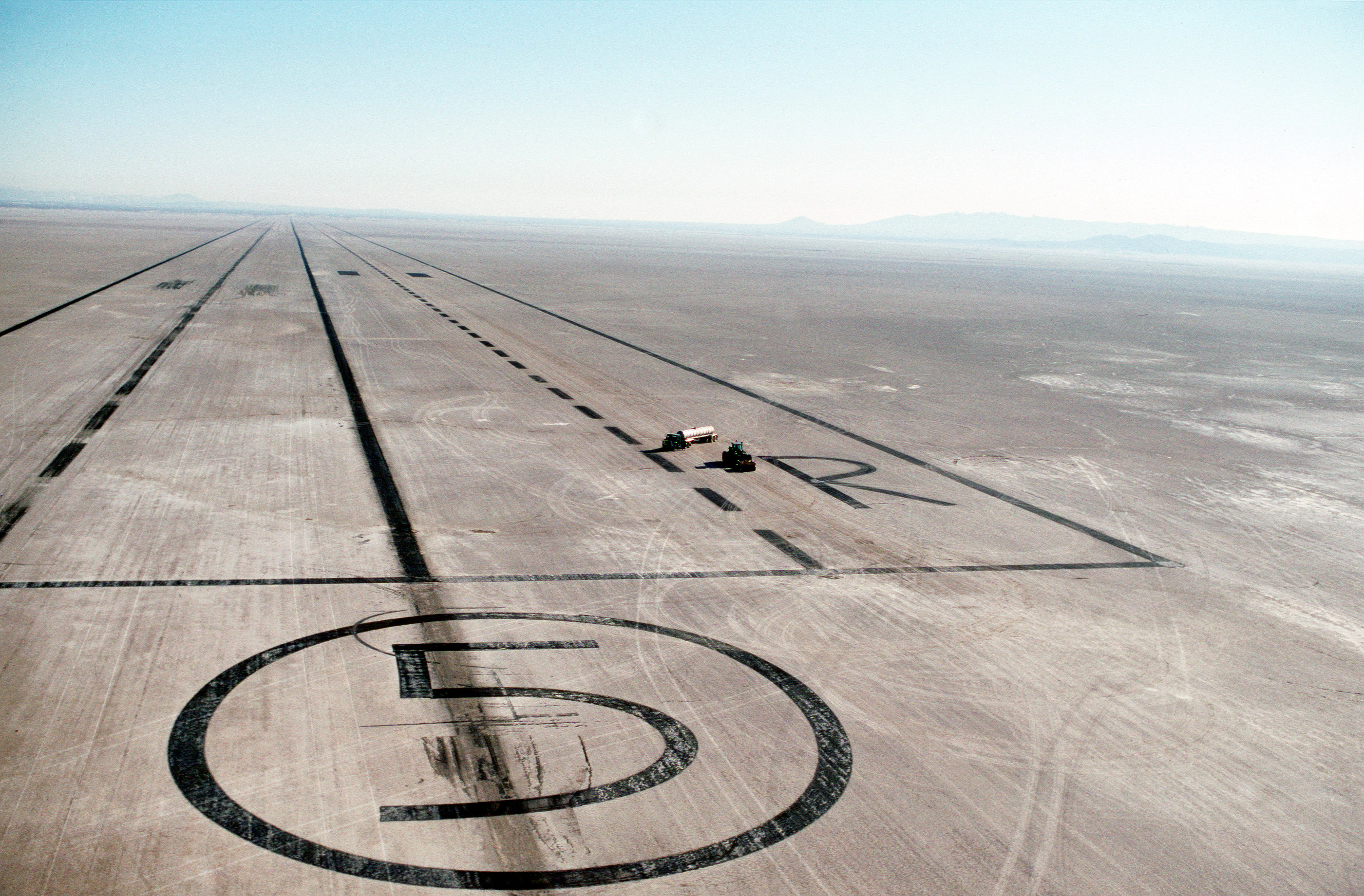
Landebahn 5R/23L der Edwards Air Force Base
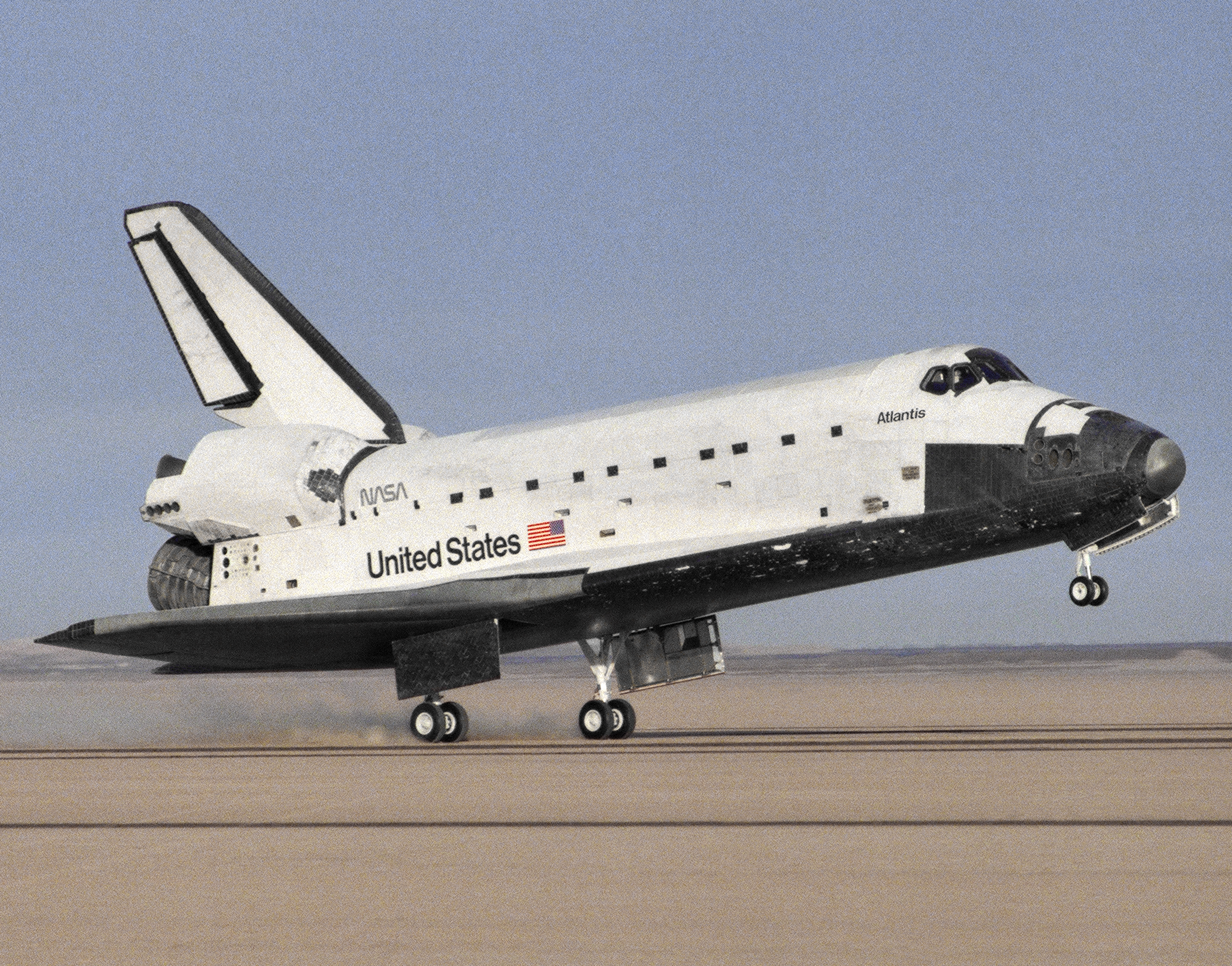
Landung des Space Shuttles Atlantis nach der Mission STS-27